# Стих (пьеса)
«Стих» (на русском языке издавалась также под названием «Господа и рабы»; лат. Stichus) — комедия-паллиата римского драматурга Тита Макция Плавта, поставленная в 200 году до н. э.
«Стих» является переработкой комедии греческого драматурга Менандра «Братья» (другую редакцию этой пьесы сделал первоисточником своей комедии «Братья» Теренций). Благодаря сохранившейся дидаскалии известно, что пьеса Плавта была поставлена на Плебейских играх в 200 году до н. э. Одну из главных ролей сыграл Тит Публилий Поллион, музыку для спектакля (для сарранских флейт) написал «Марципор, раб Оппия».
Заглавный герой пьесы — раб, который «держится на равной ноге со своим господином».